# Thrasyderes leprosus
Thrasyderes leprosus är en insektsart som beskrevs av Bolívar, I. 1881. Thrasyderes leprosus ingår i släktet Thrasyderes och familjen Romaleidae. Inga underarter finns listade i Catalogue of Life.